# Червона Слобода (Конотопський район)
Черво́на Слобода́ — село в Україні, в Конотопському районі Сумської області. Входить до складу Буринської міської громади. Населення становить 1399 осіб. До 2017 орган місцевого самоврядування — Червонослобідська сільська рада.

## Географія
Село Червона Слобода розташоване на березі річки Чаша у місці впадіння у річку Сейм, вище за течією за 1 км розташоване місто Буринь. Вище за течією річки Сейм примикає село Чумакове, нижче за течією річки Сейм за 1 км розташоване село Дич.
Річка Сейм у цьому місці звивиста, утворює лимани, стариці та заболочені озера.
Поруч пролягає автомобільний шлях Т 1908.

## Назва
Назва с. Красна Слобода означає красива Слобода (від слова красний — красивий). Назву Червона Слобода отримало в період радянської доби.

## Історія
- За даними на 1862 рік у власницькому селі Путивльського повіту Курської губернії мешкало 1276 осіб (636 чоловіків та 640 жінок), налічувалось 112 дворових господарств, існувала православна церква[1].
- Станом на 1880 рік у колишньому власницькому селі, центрі Краснослобідської волості, мешкало 1064 особи, налічувалось 160 дворових господарств, існували православна церква, школа, 2 лавки[2]. За 5 верст — постоялий двір. За версту — залізнична станція Красна (нині станція Путивль Південно-західної залізниці).
- Село постраждало внаслідок геноциду українського народу, проведеного урядом СССР 1932—1933 та 1946–1947 роках, встановлено смерті 13 людей[3].
- протягом 1967—1971 років до Червоної Слободи приєднано село Лухтівка.
- Чаське городище. Городище та поселення, розвинуте середньовіччя (археол). Археологічний комплекс, що складається з городища та поселення розташований на правому березі р. Сейм, на лівому березі його стариці біля дороги з Червоної Слободи в с. Дич, за 0,5 км на північ від останнього, північно-східна частина якого називається Лухтівка. Комплекс відкрито О. Сухобоковим у 1982, тоді ж шурфуванням встановлена його культурно-хронологічна належність та перспективність досліджень, що були проведені у 1983. Городище займає підвищену частину берегового плато, яке зі сходу круто обривається до стариці Сейму, а з заходу обмежене неглибокою балкою. Майданчик має форму заокругленого трикутника зі сторонами 70—65х40 м; Майданчик витягнутий у меридіональному напрямку. Висота майданчика над заплавою становить 26 м. Залишки оборонних споруд у вигляді валу та рову добре помітні по периметру городища, але найкраще збереглися на північній та західній ділянках, в той час, як на південній стороні зруйновані земляними роботами. По дну рову на заході проходить дорога на с. Дич. Тут, з напільного боку, вал має висоту 2,5—3,0 м, в той час, як з внутрішнього боку висота не перевищує 1,0—1,5 м. Майданчик задернований, заріс бур'яном та кущами, пошкоджений траншеєю та окопами. Культурний шар потужністю від 0,5 до 1,0 м, в східній частині матеріалів роменсько-давньоруського часу найменше. Поселення розташоване на північний схід за 0,1 км від городища. Більша частина засіяна, тому встановити розміри селища не вдалося. Найближча до городища ділянка з півночі пошкоджена земляними роботами. На городищі роботи були проведені на оборонних спорудах, що дозволило виявити три будівельних горизонти, перший з яких належить до роменського часу, а останній не 294 виходить за межі XII ст. Основою конструкції валу були городні, виявлені до рівня 2,6 м від рівня сучасної поверхні. Водночас з роменським горизонтом пов'язані залишки стіни з обвуглених колод, що лежали горизонтально. Цьому ж періоду відповідає нижній шар городища, в якому виявлені суто залишки ліпної роменської кераміки. Давньоруська кераміка XI—XII ст. представлена у верхніх шарах. Загальна площа досліджена на городищі — близько 200 м кв. На поселенні розкопана ділянка 100×50 м за 0,1 км на північ від городища, звідки брався ґрунт для будівництва шляху. У деяких місцях культурний шар був знятий на глибину 0,6 м; у відслоненнях помітні залишки житлових та господарських будівель. Площа розкопу становить 1200 м кв. У перевідкладених шарах знайдено ліпну роменську та гончарну давньоруську, причому перша переважає. Було розкопано 4 житла напівземлянкового типу повністю та одне частково, а також 8 ям господарського призначення, що складали єдиний комплекс з жилами. Два житла виявилися повністю зруйнованими: від них збереглися тільки черені печей. Усі житла належать до споруд каркасно-стовпової конструкції, прямокутні в плані зі сторонами від 4 до 6 м. У них розчищені пічки, що вирізані в материкових останцях, або змонтовані з глини на дерев'яному каркасі баневої конструкції. Останні в заповненні містили гончарну кераміку XII ст., у той час, як в перших виявлено ранньогончарну X—XI ст. та ліпну роменську. Аналогічні знахідки траплялися в ямах. Серед індивідуальних знахідок слід виокремити ножі, цвяхи з широким капелюшком, шила та ін. На городищі був знайдений скарб з двох скроневих кілець радимицького типу та п'ять дирхемів, що карбовані при халіфах Муктадирі та Муктадиді у різні роки правління. При цьому старша монета датується 899, молодша — 932 рр. Три з них карбовані на монетному дворі у Шаші емірами Ізмаїлом І ібн Ахматом та Наср ІІ ібн Ахмадом. До особових знахідок належить фрагмент знайденого на городищі бронзового, плаского в розрізі, браслета, що орнаментований крапковим візерунком. На селищі, крім крученого з прута бронзового браслета, знайдені рибальський гачок та кістяне руків'я ножа прикрашене різьбою. Привертає до себе увагу деяка хронологічна відмінність городища та поселення, що пояснюється різною інтенсивністю їх використання. Ймовірно, городище спочатку було заселене у роменський час, під його захистом освоювалися і околиці. У XII ст. городище залишилося незаселеним, життя продовжувалося на поселенні. На момент обстеження у 2007 городище задерноване, встановлено межі поселення: 0,8х0,3 км. Матеріали зберігаються у фондах Путивльського краєзнавчого музею [797].
- 12 червня 2020 року, відповідно до розпорядження Кабінету Міністрів України № 723-р «Про визначення адміністративних центрів та затвердження територій територіальних громад Сумської області», село увійшло до складу Буринської міської громади[4].
- 19 липня 2020 року, в результаті адміністративно-територіальної реформи та ліквідації Буринського району, увійшло до складу новоутвореного Конотопського району[5].

## Постаті
- Штанько Руслан Валентинович (1993—2023) — молодший сержант збройних сил України, учасник російсько-української війни.